# Thomas Röthlisberger

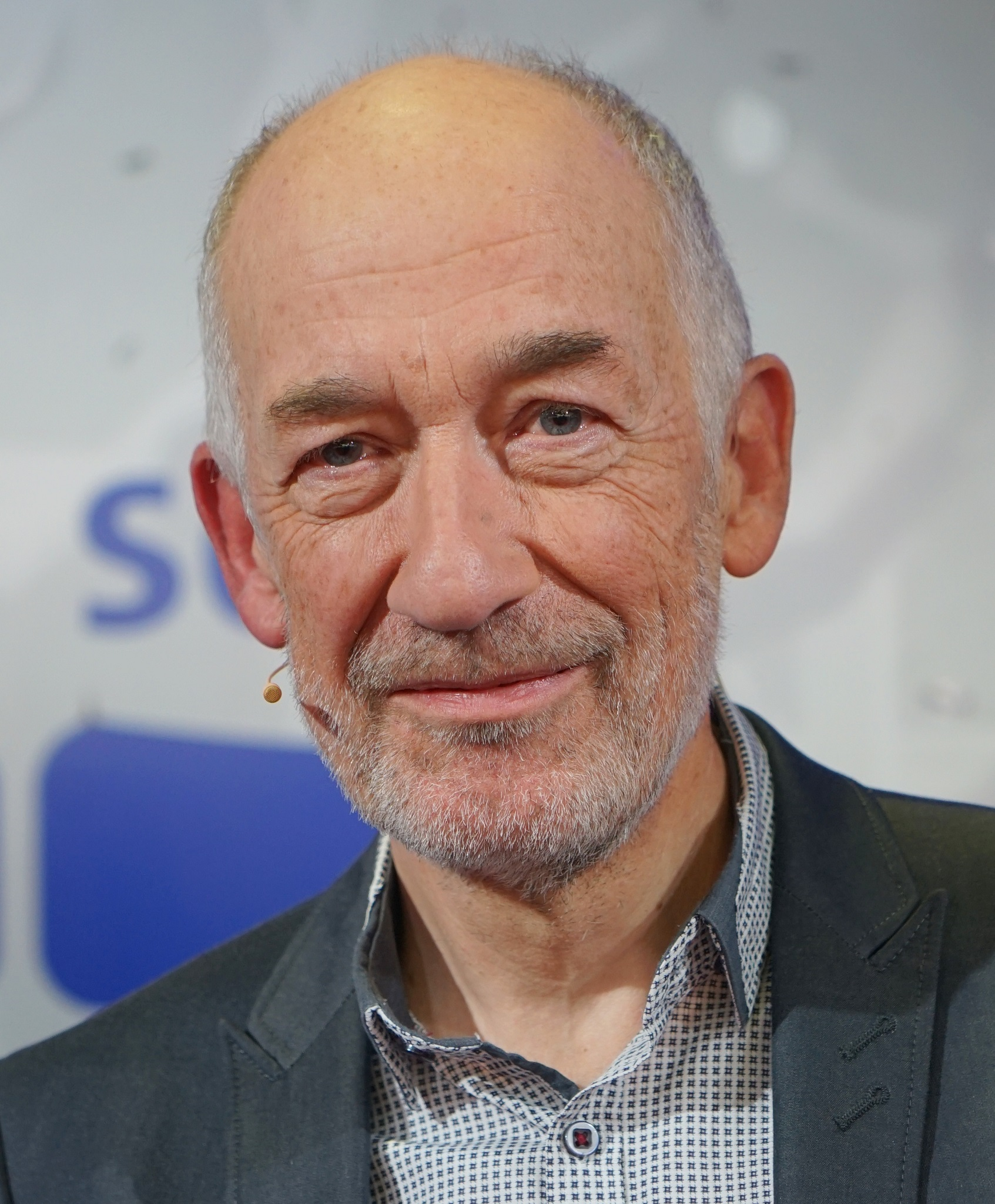
Thomas Röthlisberger (2022)

Thomas Röthlisberger (* 1954 in Ittigen) ist ein Schweizer Schriftsteller. Mit seinem Werk Steine zählen kam er 2022 auf die Shortlist des Schweizer Buchpreises.

## Leben und Werk
Thomas Röthlisberger ist ehemaliger Zahnarzt und lebt mit seiner Familie in Bern. Nach zwei Erzählbänden über den Menschenfischer und Geschichtenerzähler Albrecht Federhannes erschienen die Romane Die Eiswanderung und Das Lotsenhaus mit dem Schauplatz der Südküste und der Inselwelt Finnlands. Seine Lyrikbände wurden mit einem Anerkennungspreis der Heinz-Weder-Stiftung und 2011 mit dem Lyrikpreis «Poetische Schweiz» des AdS ausgezeichnet. Sein dritter Roman Zuckerglück spielt in sowie um Bern und ist von den Kindheitserfahrungen des Autors geprägt.

## Werke
Erzählungen
- Federhannes. Die fünf Jahreszeiten des Albrechtchen F. Autor-Innenverlag, Bern 1991.
- Glasnarren. Autor-Innenverlag, Bern 1996.
- Die letzten Inseln vor dem Nordpol. Eisgeschichten. Landverlag, Langnau 2014.

Romane
- Die Eiswanderung. Cosmos, Muri bei Bern 1998.
- Das Lotsenhaus. Cosmos, Muri bei Bern 2000.
- Fischgesang. Biel und Bern 2005.
- Zuckerglück. Cosmos, Muri bei Bern 2010.
- Das Licht hinter den Bergen. edition bücherlese, Luzern 2020.
- Steine zählen. edition bücherlese, Luzern 2022.
- Mitten im Wind. Eine finnische Geschichte. edition bücherlese, Luzern 2024.

Lyrikbände
- das schweigen über finnland. Nimrod, Zürich 2003.
- nur die haut schützt den schläfer. Wallimann, Alpnach 2009.